# Zákon o Policii České republiky
Zákon o Policii České republiky neboli zákon č. 273/2008 Sb., který vešel v platnost 11. 8. 2008, je zákon, jehož hlavním záměrem je přizpůsobit Policii České republiky na úkoly při zajišťování bezpečnosti a dále organizuje řízení policie. Účinnosti nabyl 1. 1. 2009.

## Systematika zákona
Zákon se člení na 4 části s celkem 15 hlavami:
1. Policie České republiky
- hlava I – postavení a činnost Policie České republiky
- hlava II – řízení a organizace policie
- hlava III – základní povinnosti
- hlava IV – spolupráce a další vztahy policie – myslí se tím např. spolupráce s ozbrojenými silami, obcemi, právnickými a fyzickými osobami
- hlava V – omezení osobní svobody
- hlava VI – postup ve vztahu k věcem
- hlava VII – vykázání – vykázání osoby z daného prostoru na základě nepřiměřeného chování vykázané osoby
- hlava VIII – zajišťování bezpečnosti chráněných objektů a osob
- hlava IX – použití donucovacích prostředků a zbraně
- hlava X – práce s informacemi
- hlava XI – mezinárodní spolupráce (spolupráce s organizacemi např. Interpol, Evropský policejní úřad)
- hlava XII – náhrada škody a náhrady za poskytnutí věcné pomoci
- hlava XIII – kontrola policie
- hlava XIV – ochrana názvu policie a udílení darů a medailí
- hlava XV – přestupky

2. zrušeno (původně Inspekce policie, roku 2011 nahrazeno zvláštním zákonem o GIBS)
3. Ustanovení společná a přechodná
4. Závěrečná ustanovení

## Ivan Langer a reforma policie
Dne 30. října 2008 se uskutečnilo 82. Žofínské fórum, jehož tématem byla reforma policie. Žofínského fóra se zúčastnil ministr vnitra Ivan Langer a policejní prezident Oldřich Martinů. Hlavním tématem diskuse byly důsledky pro policii a jak se změní její struktura, styl práce a jakou roli bude hrát v životě obcí a měst. S touto zásadní reformou přišel i první návrh na nová auta a nastalo období modernizace české policie. Začalo se investovat více peněz do obnovy vozového parku.

### Historie Policie České republiky a vznik zákona
Dne 21. června 1991 schválila Česká národní rada zákon č. 283/1991 Sb., o Policii České republiky, a na jeho základě vznikla dnem 15. července 1991 Policie České republiky.
Dnem 1. ledna 2009 nabyl účinnosti nový zákon č. 273/2008 Sb., o Policii České republiky, který završil reformu policie a přinesl některé zásadní změny v postavení jejích součástí. Správy krajů byly nahrazeny krajskými ředitelstvími, jejichž územní obvody byly nově vymezeny obvody jednoho, dvou či tří samosprávných krajů při zachování počtu osmi útvarů. Okresní ředitelství byla zrušena a začleněna do krajských ředitelství. Obvodní a městská ředitelství zůstala v redukované podobě zachována. V současné době má Policie ČR 14 krajských ředitelství.

## Řízení a organizace policie České republiky
Policie je podřízena Ministerstvu vnitra, které vytváří podmínky pro plnění úkolů policie. Policejní prezident odpovídá za činnost policie ministerstvu vnitra. Policejní útvary tvoří: Policejní prezidium České republiky v čele s policejním prezidentem, útvary policie s celostátní působností, krajská ředitelství policie a útvary zřízené v rámci krajských ředitelství.